# Projekt 1124
Projekt 1124 Albatros (v kódu NATO třída Grisha) je třída protiponorkových fregat sovětského námořnictva z doby studené války. Plavidla byla určena zejména pro pobřežní hlídkování a protiponorkovou obranu.

## Stavba
Postupně bylo jich bylo vyrobeno 95 kusů ve verzích projekt 1124 (v kódu NATO Grisha I), 1124A (Grisha II), 1124M (Grisha III), 1124K (Grisha IV) a 1124MU (Grisha V).

## Konstrukce
Výzbroj fregat základního modelu projekt 1124 tvoří jedna dvojdělová věž s 57mm lodním kanónem AK-725. K bodové obraně proti vzdušnému útoku slouží protiletadlový raketový komplet 9K33 Osa se zásobou 20 střel. Další výzbroj představují dva dvojhlavňové 533mm torpédomety a dva raketové vrhače hlubinných pum RBU-6000. Fregata též může nést 18 námořních min. Pohonný systém tvoří jedna plynová turbína a dva diesely. Nejvyšší rychlost dosahuje 32 uzlů.